# Aldosa
Aldosa – miasto w Andorze, w parafii La Massana. Według danych na rok 2012 liczy 784 mieszkańców.